# رولاند هنیگ
رولاند هنیگ (انگلیسی: Roland Hennig؛ زادهٔ ۱۹ دسامبر ۱۹۶۷) ورزشکار دوچرخه‌سواری پیست اهل آلمان است.
وی در مسابقات کشوری و بین‌المللی در مجموع برندهٔ ۳ مدال نقره شده‌است.